# Johann Sinnhuber
Pour les articles homonymes, voir Sinnhuber.
Johann Sinnhuber (27 mars 1887 à Wilkoschen (de) - 23 octobre 1979 à Augsbourg) est un General der Artillerie allemand qui sert au sein de la Wehrmacht pendant la Seconde Guerre mondiale.
Il est récipiendaire de la Croix de chevalier de la Croix de fer. Cette décoration est attribuée pour récompenser un acte d'une extrême bravoure sur le champ de bataille ou un commandement militaire avec succès.

## Biographie
Après avoir passé son baccalauréat au lycée humaniste de l'école Frédéric de Gumbinnen, Johann Sinnhuber s’engage le 14 avril 1907, comme enseigne au 52e régiment d'artillerie de campagne. Promu au grade de sous-lieutenant en 1908, il est nommé chef de batterie dans son régiment d'origine. Au cours de la Première Guerre mondiale, il est promu Oberleutnant en 1915, puis Hauptmann en janvier 1918. Il reçoit la Ritterkreuz des Königlich Preußischen Hausordens von Hohenzollern mit Schwertern et la Eisernes Kreuz. Sinnhuber reste dans l'armée allemande après-guerre. Promu Major en juin 1929, Sinnhuber est promu lieutenant-colonel en 1933, avant d'être nommé commandant de l' Artillerie-Regiment Elbing en 1934, puis commandant de l' Artillerie-Regiment 21 en 1935. En mars 1938, il est nommé Artillerie-Kommandeur 18, ou Arko 18. Promu Generalmajor en avril 1939, Johann Sinnhuber fait la campagne de Pologne et la campagne de France comme Arko 18. En mai 1940, il est nommé commandant de la 28e division d'infanterie. Il reçoit les agrafes de la croix de fer 1939. En avril 1941, il est promu Generalleutnant avant d'être envoyé sur le front russe. Il obtient la croix de chevalier de la Croix de fer le 5 juillet 1941. Il commande sa division à Smolensk et devant Moscou, avant de retourner en France, fin 1941. Il est nommé commandant de la 28e division d'infanterie. En juillet 1942, il prend le commandement de la 28e division d'infanterie et obtient la Deutsches Kreuz en or. Sinnhuber est mis en disposition dans la Führerreserve en mai 1943. le 10 juillet 1943, il prend la direction du 82e corps d'armée avant d'être promu General der Artillerie en octobre de la même année. Alors que la bataille de Metz s'engage, Sinnhuber est mis en disposition le 1er septembre 1944. Il reprendra rapidement un commandement en avril 1945, avant d'être remis en disposition.

## Décorations
- Croix de fer (1914)
  - 2e classe
  - 1re classe
- Croix d'honneur
- Agrafe de la Croix de fer (1939)
  - 2e classe
  - 1re classe
- Médaille du Front de l'Est
- Croix allemande en Or (21 août 1942)
- Croix de chevalier de la Croix de fer
  - Croix de chevalier le 5 juillet 1941 en tant que Generalleutnant et commandant de la 28e division d'infanterie [1]